# Breeberg

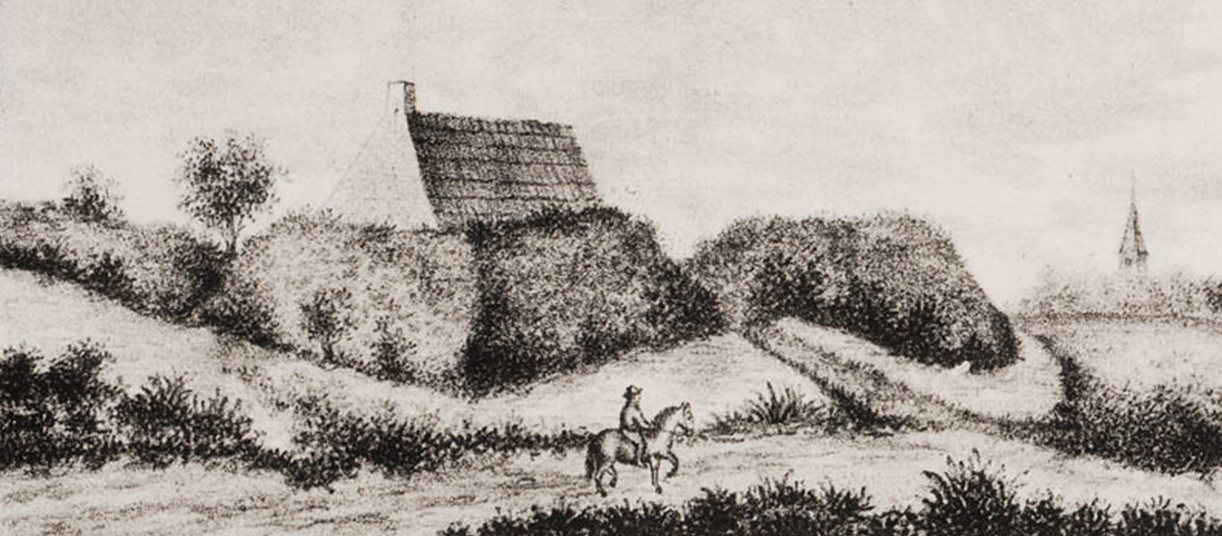
De schans op een schets uit 1839 van O.S Dykstra

Breeberg is een schans uit de Tachtigjarige Oorlog in de gemeente Ooststellingwerf op de grens tussen de Nederlandse provincies Drenthe en Friesland. De schans lag langs een oude handelsroute tussen het graafschap Bentheim en Friesland vlak bij een kruising met een route vanuit Friesland door de Drentse venen tussen de dorpen Bakkeveen en Donkerbroek.

## Geschiedenis
Heden is de schans in zijn geheel verdwenen en alleen verwijzingen herinneren eraan dat er ooit een schans lag. Verwijzingen ernaar zijn de naam van een boerderij die nu op deze plaats ligt (Breeberg) en wegen en paden in de buurt (Schansweg, Schansmeerweg en Breebergerpad).
De schans is bekend onder de namen schans de Breeberg of Breebergerschans. Ook wordt de naam geschreven als Breeberch.
De schans maakte deel uit van de Friese waterlinie die de doorgang door de Drentse venen vanuit Friesland richting Groningen beheerste. Van deze linie is de Zwartendijksterschans die enige kilometers verderop (tussen Een en Een-West) ligt, geheel gerestaureerd.